# Модель Вернике — Гешвинда

Классическая модель языка Вернике — Гешвинда

Модель Вернике — Гешвинда — ранняя нейробиологическая модель языка психоневропатолога Карла Вернике, которая была позже пересмотрена неврологом Норманом Гешвиндом.

## Основные положения модели
1. В процессе слухового восприятия и понимания устной речи слово как совокупность звуков проходит через слуховую сенсорную систему к полю 41, где находится первичная слуховая кора. Оттуда информация передаётся в зону Вернике, где происходит семантический анализ слова.
2. При порождении речи значения слов передаются из зоны Вернике по дугообразному пучку в зону Брока, где происходит сборка последовательности морфем. В рамках модели предполагается, что зона Брока содержит в себе артикуляционные репрезентации слов. Инструкции по порождению речи генерируются в зоне Брока и отсылаются к зоне моторной коры, отвечающей за лицевые мышцы, а оттуда инструкции направляются к лицевым моторным нейронам в стволе мозга, которые отдают моторные команды мышцам лица.
3. Чтобы обеспечить возможность чтения, информация, касающаяся письменного текста, перенаправляется из зон зрительной коры (поля 17, 18, 19) в угловую извилину (поле 39) и оттуда — в зону Вернике для чтения «про себя» или в зону Брока для чтения вслух.

## Научный статус модели
Эта модель считается устаревшей, однако трудно преувеличить её вклад в развитие нейролингвистики и направлении вектора исследований, поскольку модель Вернике — Гешвинда основывается на идее о том, что у речи есть две основных функции: понимание, что является сенсорной или перцептивной функцией, и порождение, что является моторной функцией.
Однако современные исследования показали, что нейрональная организация языка гораздо сложнее, чем может описать модель Вернике — Гешвинда. Локализация речи в зоне Брока — это одно из самых слабых мест данной модели.